# ACES II

2003年9月14日美国空军雷鸟飞行表演队上尉飞行员Christopher Stricklin在爱达荷飞行表演时从F-16中弹射出去。

ACES II是美国空军现役一线装备使用的弹射座椅。由雷神技术公司的柯林斯航空航天系统(Collins Aerospace Systems)分部制造。ACES是先进概念弹射座椅，Advanced Concept Ejection Seat的缩写。用于A-10攻击机、 F-15战斗机、F-16战斗机、F-22战斗机、F-117战斗机、B-1轰炸机、WB-57、B-2轰炸机。以及生产超过1万台，截止2013年在用超过5000台。
该型号属于第三代弹射座椅，装有很多传感器以控制引导伞与主伞的布置，减小跳伞者承受的冲击力。
A-10, F-15, F-117, B-1, B-2有两个拉火手柄都可以启动弹射。F-22, WB-57, F-16只有一个弹射手柄，在飞行员腿之间。

## 历史
ACES弹射座椅最初由麦道公司在加州长滩的工厂生产。韦伯飞机公司（现为卓达航宇公司下属的“美国卓达座椅公司”）是美国空军的第二供货商。80年代后期麦道的生产线搬迁至佛罗里达州泰特斯维尔。 90年代末期，波音公司吞并了麦道公司后，1999年古德里奇公司从波音收购了弹射座椅的业务，并把生产线搬迁到科罗拉多州的科罗拉多斯普林斯附近的飞机制造厂区。2011年9月，联合技术公司宣布以184亿美元收购古德里奇公司。2012年7月26日，完成收购，古德里奇公司与联合技术公司的子公司汉胜公司合并为联合技术航宇系统公司。2018年，联合技术公司并购科林斯公司，与联合技术航宇系统公司合并为（科林斯航宇）。

## 案例
2020年6月30日，南卡罗来纳州肖空军基地第77战斗机中队发生F-16CM战斗机夜间训练飞行时，飞行员施密茨未能识别出跑道头，撞上了定位器天线阵列，严重损坏了左主起落架，飞机短暂触地后弹起，再次着陆时左翼撞上了跑道。随后飞行员启动了ACES II弹射座椅，但降落伞因为故障未能打开，飞行员身亡。事故调查委员会认为，根据弹射的空速和高度，事故发生时弹射座椅应该启动了第一模式弹射，此模式下不会使用座椅的锥形降落伞，而是加速飞行员降落伞的展开和充气。但是当座椅离开飞机时出现“严重故障”，而应该激活的七个“点火设备”中有六个没有激活。